# Bryce Davison

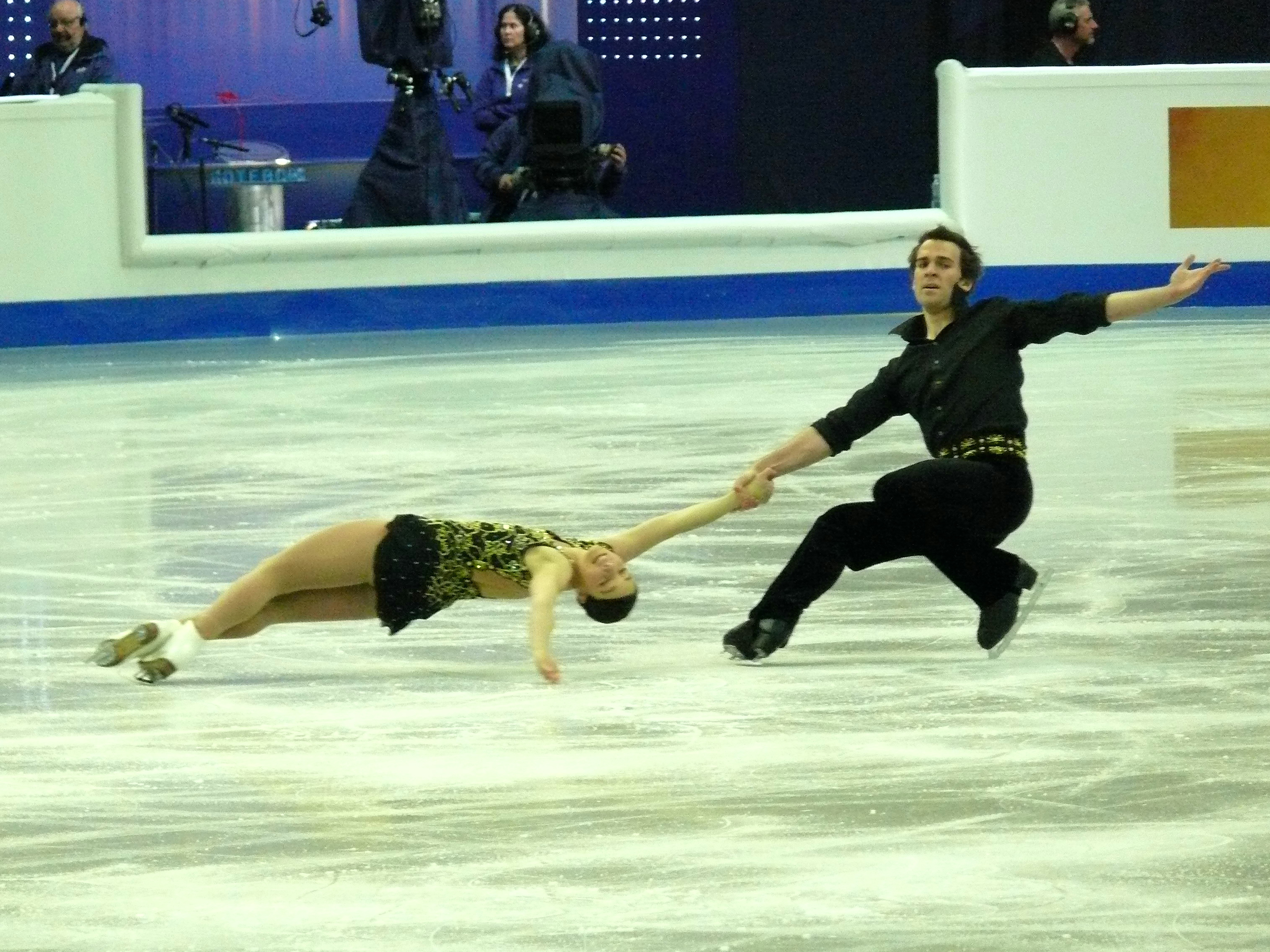
Bryce Davison y Jessica Dubé en 2008

Bryce Davison (Walnut Creek (California), 29 de enero de 1986) es un patinador de pareja estadounidense/canadiense. Con su pareja Jessica Dubé ha ganado tres veces (2007, 2009 y 2010) el campeonato nacional de Canadá. En 2008 ganó la medalla de bronce en el Campeonato Mundial de Patinaje Artístico sobre Hielo y en 2009 ganó la medalla de plata en el Campeonato de los Cuatro Continentes de Patinaje Artístico sobre Hielo.
En el campeonato de patinaje artístico de Canadá de 2010, Jessica y Bryce fueron nominados para representar a Canadá en los Juegos Olímpicos de Vancouver 2010 donde consiguieron el 6.º puesto.

## Biografía
Bryce Davison empezó a patinar con seis años. Davison reside en Drummondville Quebec. Jessica y Bryce quedaron 10.º en los Juegos Olímpicos de invierno de 2006 y 6.º en el Campeonato Mundial de Patinaje Artístico sobre Hielo de 2006. Cuando Jessica y Bryce se conocieron no podían hablar el idioma del otro. (Jessica habla en francés y Bryce en inglés). Ahora ambos patinadores son capaces de hablar los dos idiomas. Dube ha llegado a dominar el inglés y Davison dice que él está cómodo haciendo entrevistas en francés.
Davison es un miembro del Hamilton Skating Club en Hamilton (Ontario).
Las anteriores parejas de Davison han sido Claire Daugulis en el nivel de principiantes y en el junior y Jessie McNeil en los niveles juveniles. Jessie y Bryce fueron los campeones del campeonato Nacional de Canadá Junior en 2000

## Accidente
El 8 de febrero de 2007, la pareja sufrió un accidente mientras patinaban en el Campeonato de los Cuatro Continentes de Patinaje Artístico sobre Hielo de 2007. Mientras estaban dando su tercera vuelta en la pirueta camel se acercaron demasiado el uno al otro y la cuchilla del patín de Davison provocó una seria herida en la mejilla izquierda de Jessica. Jessica se cayó inmediatamente al hielo, la enviaron rápidamente al hospital donde recibió 83 puntos, para reparar su herida en la mejilla izquierda. Su ojo no estaba dañado y no tenía nada roto. En marzo de 2007 la pareja volvió a competir.

## Programas
(con Dubé)
| Temporada | Programa corto                     | Programa libre                                       | Exhibición                    |
| --------- | ---------------------------------- | ---------------------------------------------------- | ----------------------------- |
| 2009/2010 | Requiem for a Dream Clint Mansell  | The Way we were Marvin Hamslisch                     | Fix You Coldplay              |
| 2008-2009 | Fix You Coldplay                   | Carmen Georges Bizet                                 | On Fire Switchfoot            |
| 2007/2008 | Galicia Flemenca Gino D' Auri      | Blower's Daughter (Versión instrumental) Damien Rice | Blower's Daughter Damien Rice |
| 2006/2007 | Galicia Flemenca Gino D' Auri      | Blower's Daughter (Versión instrumental) Damien Rice | Blower's Daughter Damien Rice |
| 2005/2006 | Hasta que te conocí Raúl di Blasio | Piano Concerto N.º 7 Gershwin                        | Endless Love Lionel Richie    |
| 2004/2005 | Hasta que te conocí Raúl di Blasio | Romeo and Juliet Nino Rota                           | My Inmortal Evanescence       |

## Campeonatos

### Campeonatos de pareja

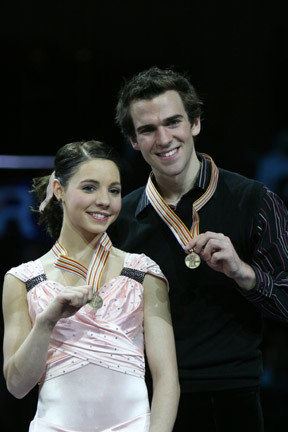
Jessica y Bryce en el pódium del campeonato mundial de 2008

(con Dubé)
| Evento                                                 | 2003–2004 | 2004–2005 | 2005–2006 | 2006–2007 | 2007–2008 | 2008–2009 | 2009–2010 |
| ------------------------------------------------------ | --------- | --------- | --------- | --------- | --------- | --------- | --------- |
| Juegos Olímpicos de Invierno                           |           |           | 10.º      |           |           |           | 6.º       |
| Campeonato Mundial de Patinaje Artístico sobre Hielo   |           |           | 7.º       | 7.º       | 3.º       | 7.º       | 6.º       |
| Campeonato de los Cuatro Continentes                   |           |           |           | WD        |           | 2.º       |           |
| Campeonato mundial junior                              | 2.º       | 2.º       |           |           |           |           |           |
| Campeonato de Canadá                                   | 1.º J.    | WD        | 2.º       | 1.º       | 2.º       | 1.º       | 1.º       |
| Final del Grand Prix de patinaje artístico sobre hielo |           |           |           |           | 4.º       |           |           |
| Skate Canada                                           |           |           |           |           | 2.º       | 2.º       | 3.º       |
| Trofeo Eric Bompard                                    |           |           |           |           |           |           | 2.º       |
| Trofeo NHK                                             |           |           |           |           | 3.º       | 3.º       |           |
| Skate America                                          |           |           | 6.º       |           | 1.º       |           |           |
| Copa de China                                          |           |           | 4.º       |           |           |           |           |
| Junior Grand Prix Final                                | 1.º       | WD        |           |           |           |           |           |
| Junior Grand Prix, China                               |           | 2.º       |           |           |           |           |           |
| Junior Grand Prix, USA                                 |           | 1.º       |           |           |           |           |           |
| Junior Grand Prix, Japón                               | 1.º       |           |           |           |           |           |           |
| Junior Grand Prix, México                              | 1.º       |           |           |           |           |           |           |

J:Nivel Junior